# GM Financial
General Motors Financial Company, Inc., kallas GM Financial, tidigare Americredit Corporation, är ett amerikanskt multinationellt finansbolag som förser sitt moderbolag General Motors kunder med billån. Företaget har verksamheter i Brasilien, Chile, Colombia, Kanada, Kina, Mexiko, Peru och USA.

## Historik
Företaget grundades i september 1992 som Americredit Corporation, med första kontor i Fort Worth och Houston i Texas, av Clifton Morris Jr. I juli 2010 köptes Americredit av General Motors för 3,5 miljarder amerikanska dollar. Syftet var att General Motors ville åter erbjuda billån till sina kunder efter att det hade tidigare sålt av sin finansieringsverksamhet Gmac. I mars 2017 sålde General Motors bilmärkena Opel och Vauxhall Motors till Groupe PSA för 1,3 miljarder euro. Samtidigt köpte PSA, tillsammans med BNP Paribas, GM Financials europeiska verksamhet för ytterligare 900 miljoner euro.